# Пекельне таксі
Пекельне таксі (англ. Chicago Cab) — американський фільм 1997 року.

## Сюжет
Звичайне чиказьке таксі може перетворитися на справжнє пекло. Напередодні Різдва нещасному водієві доведеться виносити докучання хтивої дамочки, слухати крики парочки що займається любов'ю на задньому сидінні, рятуватися від хуліганів, слухати розповіді жертви зґвалтування і їздити по найпохмуріших вулицях міста з таємничим конспіратором.

## У ролях
| Актор                  | Роль                    |
| ---------------------- | ----------------------- |
| Джилліан Андерсон      | Дівчина з Southside     |
| Джон Рейлі             | Стів                    |
| Джон К'юсак            | страшна людина          |
| Джуліанн Мур           | збентежена жінка        |
| Лорі Меткалф           | жінка Ad Exec           |
| Пол Діллон             | таксист                 |
| Тім Гембл              | релігійний батько       |
| Олівія Тревіно         | дівчинка                |
| Мойра Гарріс           | релігійна мати          |
| Рана Кхан              | пакистанець             |
| Дерріл Теріс           | X-Hat                   |
| Майкл Айронсайд        | Аль                     |
| Шанезія Девіс-Вілльямс | адвокат                 |
| Гаррі Леннікс          | розлючений хлопець      |
| Майкл Шеннон           | наркоман                |
| Трейсі Леттс           | спортивний вболівальник |